# La Talladella
La Talladella o Taiadella és una masia de Castellcir (Moianès) catalogada com a Bé Cultural d'Interès Local.

## Descripció
Està situada en el sector nord del terme, a mitjana distància entre Castellcir i Santa Coloma Sasserra. És a prop i al sud-oest de la urbanització de la Penyora, i al nord-est de la masia del Prat. És a la carena per on discorre la pista rural que mena a Santa Coloma Sasserra, a la dreta de la riera de Castellcir i a l'esquerra de la de Fontscalents. Forma part d'aquesta masia la capella de Sant Josep, modernament coneguda com la Mare de Déu del Pilar. A ponent de la Talladella es troben el Serrat dels Hereus i el Sot de la Sorra, i al nord-est, el turó de la Penyora de Serracaixeta i la urbanització de la Penyora. La Talladella és la masia més septentrional de la parròquia de Sant Andreu de Castellcir.
Masia orientada cap a migdia, està estructurada en planta baixa i dos pisos coberta a dues aigües amb teula àrab. Precedeix el conjunt un pati amb un portal adovellat de pedra del segle xix (vers 1830). Té una galeria de dos pisos afegida a la part anterior. Així mateix hi ha algunes obertures exterior prsenten interessants treballs de pedra i escuts heràldics. Destaca una capella annexe al pati d'una sola nau dedicada a la mare de déu del pilar.

## Història
Aquest mas fou aixecat al moment de màxima esplendor de la vila de Castellcir per la família Talladella, que tenia la casa pairal a la Plaça de Castellterçol.
N'era fill el capità de fusellers Joan Baptista Talladella, un dels combatents austriacistes de l'Exèrcit català de l'interior, sota les ordres d'Antoni Desvalls i de Vergós, Marquès del Poal. Lluità a la batalla de Talamanca i fou un dels exiliats catalans a Àustria en acabar la Guerra de Successió.